# میز کراکر
میز کراکر (به انگلیسی: Miz Cracker) (زاده ۱۹ آوریل ۱۹۸۴) زن‌پوش آمریکایی است.